# پوکیو رومی
پوکیو رومی (به اسپانیایی: Pukyu Rumi) یک کوه در پرو است که در Peru, Lima Region واقع شده‌است. پوکیو رومی ۴٬۸۰۰ متر بالاتر از سطح دریا واقع شده‌است.